# Jフォース
Jフォース（ジェイフォース）は、かつて存在した日本のゲームソフトメーカー。社長は秋篠雅弘。

## 概要
日本テレネットのプログラマー、ウルフ・チームの代表を務めた秋篠雅弘が設立した。六本木（現在の六本木ヒルズ付近）に本社を構えていた。1994年倒産。

## 代表作
- 1994年3月18日 - あさめしまえにゃんこ（バンプレスト）
- 1994年3月25日 - あらいぐまラスカル（メサイヤ）
- 1995年3月17日 - 熱血大陸 バーニングヒーローズ（エニックス）
- 1995年4月21日 - 真・聖刻（ユタカ）
- 1995年6月23日 - レニーブラスター（NECアベニュー）
- 1995年6月30日 - グランヒストリア 〜幻史世界記〜（バンプレスト）、ガメラ ギャオス撃滅作戦（サミー）
- 1995年9月14日 - 桜井章一の雀鬼流麻雀必勝法（サミー）
- 1996年3月29日 - ドラゴンフォース（セガ） - 開発をセガが引き継いだ。

### クライアントとのトラブル
Jフォースは、日本テレネットやウルフチームで数々の作品を生み出した秋篠雅弘が代表を務めていた。エニックスがRPGの開発を任せた数少ないソフトハウスの一つであり、他にもバンプレスト・サミー・セガなど複数のメーカーよりプロジェクトを受託していた。しかし相次ぐ開発の大幅な遅延により、常にクライアントとのトラブルが絶えなかった。

### ドラゴンフォース開発とJフォースの倒産
セガより1996年に発売されたセガサターン用『ドラゴンフォース』は、Jフォースと当時個人契約を結んでいた元データイースト所属の桑名真吾から企画立案され、開発が行われていた。しかし開発途中で秋篠が失踪し、倒産した。給料の未払いがあったばかりか、厚生年金・社会保険等の保険料が未納だったため、後に全額の請求が社員の元に届くことになった。
これにより、開発途中で職場を失い数か月間、無給で働いていた当初の主要スタッフは一時、セガ社内で開発にあたっていた。彼らは『ドラゴンフォース』の完成を見ることなく桑名らが設立したアイディアファクトリーに入社し、『スペクトラルフォース』の製作を行うこととなった。『ドラゴンフォース』は、阪神・淡路大震災で住む場所を失ったセガ関西支社のスタッフが引き継いで完成させた。
両作品のキャラクターデザインを務めた当時Jフォース社員の日野慎之助は、『ドラゴンフォース』の完成後に『スペクトラルフォース』の製作に合流した。企画立案からしばらくは同一スタッフが手がけたが、完成時は日野ら数人のグラフィックデザイナー以外は別々のスタッフ構成となった。
同じく社員でドラゴンフォースの開発に携わっていた横塚英一郎は同社倒産後の1996年にサンテックジャパンに入社し、『里見の謎』やサンテックジャパンのアダルトゲームの開発と製作に深く関わっている。

## 関連ブランド
- 日本テレネット
- ウルフ・チーム
- 新日本レーザーソフト
- レノ（RENO/Renovotion game）
- ライオット（RIOT/第1開発事業部）
  - メディア・ビジョン
  - メディアエンターテイメント
  - フェイクラフト